# Latvijas Televīzija
Latvijas Televīzija (LTV) è un'azienda pubblica lettone che gestisce la telediffusione della Lettonia. Ha cominciato le sue trasmissioni il 6 novembre 1954. È finanziata per il 60% dallo Stato e il resto dalla pubblicità. Ha due canali: LTV1 e LTV7 (ex LTV2).
È membro dell'Unione europea di radiodiffusione (UER) dal 1993 ed è stata membro dell'Organizzazione internazionale della radiodiffusione e della televisione (OIRT) dal 1991 al 1993.